# 丰巢科技
深圳市丰巢科技有限公司，简称丰巢科技，是中華人民共和國一家物流公司，从事丰巢智能快递柜的研发和运营，2015年由顺丰、申通、中通、韵达和普洛斯联手成立丰巢公司。后申通、中通、韵达和普洛斯相继退出，目前顺丰控股为丰巢主要股东。

## 争议

### 丰巢事件
2020年4月30日起丰巢快递柜对快递收取超时保管费引发媒体关注及网民热议。5月15日，国家邮政局约谈丰巢科技公司主要负责人，要求丰巢公司采取措施，回应用户合理诉求。当晚，丰巢科技就此事公开道歉并调整收费方案，包括：协助快递员征得用户同意后投件入柜；调整用户免费保管时长至18小时；已付费用户赠送一个月的会员权益。以上调整措施将在5月20日全国生效。

## 外部鏈接
- 官方网站